# (3878) Jyoumon
(3878) Jyoumon (1982 VR4) – planetoida z pasa głównego asteroid okrążająca Słońce w ciągu 5,46 lat w średniej odległości 3,1 j.a. Odkryli ją Hiroki Kōsai i Kiichirō Furukawa 14 listopada 1982 roku.